# Diablo III
A Diablo III a Blizzard Entertainment által fejlesztett és kiadott, teljesen 3D "hack and slash" szerepjáték akció videójátéka, amely a Diablo sorozat harmadik része. A sorozat új darabját 2008. július 28-án jelentették be, és PC-re 2012. május 15-én jelent meg. Később kiadták konzolos verziókban is; 2013. szeptember 3-án először Xbox 360-ra és PlayStation 3-ra jelent meg, majd 2014. augusztus 14-én (a kiegészítővel együtt) Xbox One-ra és PlayStation 4-re is. A játék PC verziója csak állandó internetkapcsolattal érhető el.

## Történet
Évekkel azután, hogy az arkangyal Tyrael elpusztította a démoni rontással megfertőzött "Világkövet" (Worldstone), az emberek többsége elfeledte a korábbi évek borzalmait. Tristram is újjáépült, nem messze attól a helytől, ahol egykoron Diablo lakozott a föld mélyén. Ám Deckard Cain nem felejtett. Fogadott unokalányával, Leah-val Új Tristramba (New Tristram) költöztek, és a régi, elhagyatott katedrálisban kutatták a Gonoszt. Cain meg volt róla győződve, hogy pusztán idő kérdése, mikor térnek vissza a "Lángoló Poklok" (Burning Hells) szörnyetegei "Menedékföldére" (Sanctuary). 20 évvel a legutóbbi támadásuk után, viszonylagos békében könnyű is volt figyelmen kívül hagyni Cain aggodalmát egészen addig a napig, amikor egy csillag hullott le egyenesen a Mennyekből, és csapódott be éppen a régi katedrálisba. Cain ekkor is éppen tanulmányozta az ősi kódexeket, így esélye se volt megmenekülnie, a csillag által keltett kráter maga alá temette őt, Leah pedig nem tehetett mást, mint rohant segítséget kérni a városba.

### Első fejezet: New Tristram

Egy kezdő barbár New Tristram-ban

A hullócsillag becsapódásának híre egész Menedékföldén elterjedt, és csak úgy vonzotta a kalandvágyó hősöket, mint az Arreat-hegy pusztulását túlélt barbárokat, a bosszúszomjas démonvadászokat, Ivgorod felkent szerzeteseit, Umbaru népének boszorkánydoktorait és Xiansai szigetnemzetének varázslóit. Mind magán viselte az egykori nephalem-ek újjászületett örökségét, s amelytől a démonok és angyalok egyaránt rettegtek. Ezek a hősök rögtön Leah segítségére siettek, hogy megkeressék a becsapódást túlélt mostoha nagybácsiját, aki éppen a hullócsillag energiájától felelevenedett élőhalottakkal harcolt. Később a csapat a krátert megközelítve felfedezi, hogy egy férfi csapódott be ide, aki nem tudja, hogyan került Menedékföldére. Az idegenről csak annyit lehetett megtudni, hogy ő maga egy baljóslatú előjel csupán és hogy becsapódásakor kardja darabokra tört. Cain érezte, hogy ez nem lehet a puszta véletlen műve, hanem az érkező sötétség első jele, így megkérte a hősöket, hogy szerezzék vissza a kard darabjait. Miközben egymás után szedték össze a darabokat, Magha – egy "Kisebb Gonosz" (Lesser Evil), Belial parancsát követve- megtámadta Caint otthonában, és megszerezte az eddig összegyűjtött karddarabokat, mielőtt Leah és a hősök visszatérhettek volna. Cain halálosan megsérült, ezért unokája szeme láttára utolsó leheletével varázsigét mormolt el, amellyel egyesítette a kard darabkáit. Az utolsó Horadrim áldozata azonban nem volt hiábavaló; a kardot megmarkolva az idegen emlékezete azonnal visszatért. Ő volt Tyrael, a bukott angyal, aki feláldozta halhatatlanságát, hogy figyelmeztesse az emberiséget két démonúr felemelkedéséről. E két Kisebb Gonosz, Belial, a "Hazugságok Ura" (Lord of Lies) és Azmodan, a "Bűnök Ura" (Lord of Sins) voltak, akiket egykoron Diablo és testvérei száműzték a Lángoló Poklokból, és most azt tervezik, hogy Menedékföldére lépve ismét megpróbálják az emberiséget a Gonosz oldalára állítani.

### Második fejezet: Caldeum
Leah és Tyrael a nephalemmel karöltve üldözték Maghát egészen Caldeum sivatagi nagyvárosába. Hamarosan szemtől-szembe találkoztak is vele a démonoktól hemzsegő Alcarnusban, ahol elpusztítva őt végre megtorolhatták Cain halálát. Ám mielőtt a boszorkány végleg meghalt, felfedte legyőzői előtt a sötét igazságot; Belial a városban van, és az árnyakból rejtve manipulálja az embereket. Leah és Tyrael Caldeum csatornarendszerébe kutatva kerestek bizonyítékokat a démonúrról, de nem találtak mást, mint Belial szolgáit és egy foglyát; Adriát, Leah rég nem látott édesanyát, aki évekkel ezelőtt támogatta Aidan-t a Diablo elleni harcukban. Adria hosszú évekkel korábban elrejtőzött a Gonosszal folytatott harca során, nehezen hátrahagyva ezért Leah-t is. A család újraegyesítését azonban nincs idő megünnepelniük; Adria felfedi, hogy Belial akkor fogta el, amikor éppen kereste a "Fekete Lélekkő" (Black Soulstone) nyomát. Ez a hatalmas erejű lélekkő állítólag képes arra, hogy a Fő (Prime) és a Kisebb Gonoszok lelkét magába zárja, ezzel száműzve őket Menedékföldéről. A Fekete Lélekkő pontos helyét azonban csak annak megalkotója, és a Horadrim árulója, Zoltun Kulle tudja, ő viszont évszázadokkal ezelőtt meghalt. Ezért Leah mágikus erejét felhasználva megidézték az őrült varázsló lelkét és egy alkut ajánlottak neki; ha elvezeti őket a rég eltemetett mágikus archívumaihoz, és ezzel a Lélekkőhöz, akkor feltámasztják őt. Kulle ebbe belement, és amikor visszatért az élők sorába, azonnal felfedte a Lélekkövet, de meglepődve tapasztalta, hogy annak mélyén a Hét Gonosz lelkéből már öt benne van. Adria ugyanis ügyesen megjelölte ennek az ötnek az esszenciáját, így pusztulásuk után azonnal a varázstárgy börtönébe kerültek. Kulle viszont tett egy ajánlatot magának a nephalemnek; ha csatlakozik a Mennyek és Poklok elleni harcához, akkor együtt uralkodhatnak majd egész Menedékfölde felett. Természetesen a nephalem azonnal elutasította ezt, ezért nem maradt más választása, mint szembeszállni az árulóval. Mihelyst végeztek vele, és megszerezték a Lélekkövet, Belial serege ostrom alá vette Caldeumot. A hősök gyorsan a birodalmi palotához mentek, ahol végre felfedték Belial-t; ő volt ugyanis II. Hakan, Caldeum gyermekcsászára. Dühében a felfedett Hazugságok Ura majdnem darabokra szedte a nephalemmel együtt az egész palotát, de a nephalem hamarosan felülkerekedett rajta, majd lelkét a Lélekkőbe zárta. Visszahozva a békét Caldeumba, a nephalem felkészült, hogy levadássza Azmodant is, de Leah egy rettenetes víziót kapott a Bűnök Urától; A démonúr ugyanis arra készült, hogy pokoli seregét az Arreat-kráterből kiindulva Menedékfölde ellen vezesse.

### Harmadik fejezet: Bastion's Keep
Bastion erődje, amelyet egykoron Arreat-hegy lábánál emeltek a "barbár veszély megfékezésére", majdnem elesett Azmodan seregeitől, amikor a hősök megérkezettek ide. Ugyan a nephalem megakadályozta Azmodan tervét abban, hogy bevegyék az erőd falait, pár csapat démonnak még így is sikerült keresztüljutni a védelmet, és befészkelték magukat az erőd alsóbb szintjeire, miközben tucatnyi összezavarodott ártatlannal végeztek, és megviselték a körbezárt védőket. Követve Adria utasításait, a nephalem eljutott a kráter mélyére, ahol elpusztította a "bűnszíveket" (sin heart), amelyeket a Bűn világából hozatott ide Azmodan csapatai felerősítésére. Végül elérték a kráter közepét, ahol végre szembetalálkoztak a Bűnök Urával. Azmodan hiába vetette be a Pokol rettegett erejét, végül ő is Belial sorsára jutott; a nephalem végzett vele, lelkét pedig a Lélekkőbe zárta. A győzedelmes hősök visszatértek az erődbe, de hamarosan hátborzongató jelenet fogadta őket a mellvéden; Tyrael-t misztikus láncok béklyózták meg, a közelében pedig halott védők tetemei és vére egy rituális kört formáztak. A körben állva Adria éppen a Lélekkövet lánya testébe nyomta, és kimondta a szörnyű igazságot; ő Diablo szolgája, és Leah – Aidannal, Diablo egykori halandó testével közös gyermekük – pedig pusztán eszköze a "Terror Urának" (Lord of Terror) visszatéréséhez. Diablo elképesztő hatalma azonnal felemésztette Leah testét és lelkét, teljesen átalakítva őt. Adria diadalmas győzelmet aratott mestere visszatértével, majd elmenekült, hátrahagyva Tyraelt és a nephalemet a borzalmas árulásával. Diablo a Fekete Lélekkővel a homlokába felemésztette Mephisto és Baal, valamint mind a négy Kisebb Gonosz lelkét, ezzel elnyelve a Lángoló Poklok minden urának erejét és gonoszságát. Ezután a "Fenséges Mennyek" (High Heavens) "Gyémántkapui" (Diamond Gates) elé ment, hogy beteljesítse legfőbb vágyát; megsemmisítse ellenségének világát, és eztán uralkodjon a teremtésen mint Fő Gonosz (Prime Evil).

### Negyedik fejezet: High Heavens
Diablo a Mennyek Gyémánt Kapui előtt szembetalálkozott Imperius-szal, a "Bátorság Angyalával" (Angel of Valor), aki rögtön átlátott halandó álcáján, és erővel rávette, hogy fedje fel igazi valóját. A Terror Ura hamarosan megszabadult Leah testétől, és megmutatta új, rettenetes formáját ősi ellensége előtt. Imperius azonnal támadásba lendült, de Diablo hamarosan súlyosan megsebesítette őt, majd betörte a Gyémántkapukat. A Pokol erői ezelőtt is számtalanszor ostromolták a Mennyeket, de most sikerült először bejutniuk az angyalok világába. Miután a kapuk leomlottak, a Mennyek angyali vezetése, az "Angyaltanács" (Angiris Council) gyorsan összeomlott. Tyrael és a nephalem Diablo után eredtek a nyitva maradt átjárón keresztül, de hamarosan szembetalálkoztak a legyőzött és sebesült Imperius-szal, aki rögtön felelősségre vonta őket Diablo felemelkedéséért, és a Mennyek összeomlásáért. Diablo kegyetlenül meggyalázta a Mennyek világát, és a "pokol rift"-eken (hell rift) keresztül a legerősebb, legkönyörtelenebb szolgáit küldte át ide, miközben rengeteg angyalt átformált démonná, ezzel kétségbeesést keltve a Mennyek légiói közt. A nephalem rendíthetetlenül folytatta útját a meghódított Mennyekben, követve Ithereal, a "Sors Angyalának" (Angel of Fate) utasításait, majd amikor kiszabadította Auriel-t, a "Remény Angyalát" (Angel of Hope) a megszálló démonok karmai közül, egyenesen Diablóhoz vonult a "Kristályívhez" (Crystal Arch). Diablo itt megfertőzte a hatalmas kristályt, amely a Mennyek erejének és az angyalok életerejének forrásaként szolgált, ezzel meggyengítve őket. Itt, a Mennyek legmagasabb pontján a nephalem végül harcba szállt a Terror Urával. A Fő Gonosz hiába uralta minden démonúr erejét, és taszította ellenfelét a maga világába, végül legyőzetett. Teste hamuvá lett, a Fekete Lélekkő pedig leesett a Kristályív pereméről. A démoni megszállás felszámolása után a Fenséges Mennyek lakói hozzáláthattak otthonuk újjáépítéshez, míg a halandó Tyrael visszatért az Angyaltanács vezetőségébe, mint a "Bölcsesség Angyala" (Angel of Wisdom). Diablo borzalmas inváziója nem múlt el nyomtalanul, de az angyalok végre igazi szövetségenként tekintettek az emberiségre. De az "Örök Konfliktus" (Eternal Conflict) szelleme továbbra is ott derengett e reményteljes egység felett is...

## Játékmenet

### A világ
A játékos karaktere a kalandozások során újfent (látszólag) véletlenszerű pályagenerátor által készített térképeket járhat be, és újfent találkozhat általában előre meghatározott helyszíneken lévő útpontokkal (waypoint) is, amelyeket gyors teleportálásra használhatja, de a fejezetek között ezúttal nem lehet velük szabadon közlekedni. A küldetések döntő többségét feladó, és különféle szolgáltatásokat nyújtó NPC-k ezúttal is a városban (town) foglalnak el előre meghatározott pozíciót. Ezúttal sok mellékküldetés, ú.n. esemény (event) is bekerült a játékba, amelyek nem kötődnek szervesen a főkampányhoz, mert csak bizonyos fejezetek bizonyos zónáiban érhetőek el, véletlenszerűen. A "városportál" (town portal) ezúttal már szabadon elérhető, amint a játékos az első fejezet egyik korai küldetését teljesítette, hogy aztán bármikor, bármiféle külső segítség nélkül azonnal hazateleportálhasson. Mivel a képesség új mechanikája nem nyit előre egy átjárót, ezért csak akkor tűnik el, ha a játékos karaktere a városban lévő kapun keresztül visszatér a megidézés helyszínére vagy kilép a játékból.

### Karakterosztályok(Class)
A Diablo III karakterosztályai leginkább a sorozat korábbi részeiben megjelent karakterosztályok ötvözetei, akik új háttér történettel, képességekkel, egyedi erőforrással (rescource) és felszereléssel rendelkeznek. A karakterkészítés során a név és a karakterosztály mellett a nemet is meg lehet választani, de a karakter testreszabásának további lehetőségei itt be is fejeződnek.

#### Barbarian (Barbár)
Az Arreat-hegy felrobbanását követően a büszke barbárok elvesztették hitüket, és céltalanul vándorolni kezdtek lerombolt otthonaiktól távoli vidékeken. De nem mindegyikük temetkezett mély gyászba. Ők azok, akik a megváltozott világban új kihívásokat keresve újra fegyvert ragadtak, és szembeszállnak bárkivel, aki útjukat állja.
A barbár az egyetlen karakterosztály, amelyik a korábbi sorozatrészből került át, megőrizve brutális közelharci erejét és képességeinek jelentős részét is. Energiaforrásként a dühöt (fury) használja fel, amely a játék kezdetétől nulláról indul, bármiféle sebzés okozása és elszenvedése illetve bizonyos képességek töltik fel, de harcon kívül gyorsan lemerül. Egyedi felszerelése az egy- és kétkezes "hatalmas fegyverek" (mighty weapon) és a "hatalmas öv" (mighty belt). Ez a barbár nem azonos a Hellfire alatt elérhető megfelelőjével, továbbá elvesztette azon képességét, hogy két kétkezes fegyvert egyszerre forgatni tudjon.

#### Demon Hunter (Démonvadász)
Menedékföldjén a démonok és élőhalottak számtalan ártatlan életét oltották ki, a túlélők pedig menekülni kényszerültek otthonaikból. Sokan azonban a bosszút választva elkezdték levadászni a Pokol szörnyetegeit, megtorolva szeretteik halálát és enyhítve saját lelki szenvedésüket. A démonvadászok egymás iránt hűséggel viseltetnek, de nem alkotnak nemzetet. Bosszúhadjáratuktól nem remélnek végső győzelmet, de számukra már az is elég, ha csak egy életet megmenthetnek a Gonosz pusztításától.
A démonvadász a korábbi sorozatrészben megjelent amazon és bérgyilkos (assassin) ötvözete. Íjjal, nyílpuskával, vagy akár gránátokkal és rakétákkal felszerelkezve a távolról támadja ellenségeit, és ha úgy adódik, csapdákat állít, akrobatikus mozdulatokkal elkerüli a közvetlen veszélyt és a démonok sötét erejét a maga hasznára fordítja. Energiaforrásként a gyűlöletet (hatred) és a fegyelmet (discipline) használja; a játék kezdetén mindkettő teljesen feltöltődve indul, de míg a gyűlöletet bizonyos képességek töltik fel gyorsan és a démonvadász támadóképességei használják fel, a fegyelem csak nagyon lassan regenerálódik, és a védekezőképességek használják fel. Egyedi felszerelése az egykezes kézi nyílpuska (hand crossbow), a tegez (quiver) és a köpeny (cloak).

#### Monk (Szerzetes)
Ivgorod szerzetesei egész életüket testük és szellemük tökélyre való fejlesztésére fordítják. Amikor vezetői, a patriarchák úgy találják, hogy a felkészülés véget ért, a szerzetes elhagyja otthonát, hogy páratlan reflexekkel és szent erejével szembeszálljon a Pokol borzalmas teremtményeivel.
A szerzetes a fentebb említett bérgyilkos kvázi új formája, ötvözve a templomos lovag (paladin) által képviselt "szent ember" tematikájával. A szerzetes rendkívül gyors és fürge, ütésekkel és rúgásokkal kombinált támadások egész sorozatát képes végrehajtani mielőtt az ellenség egyáltalán egy kicsit is megsebezhetné őt, ugyanakkor támogathatja szövetségeseit is különféle hatású mantrákkal illetve közvetlen gyógyítással. Energiaforrásként a lelket (spirit) használja fel, amely a játék kezdetén nulláról indul, csak az alaptámadás és bizonyos képességei töltik fel. Egyedi felszerelése az egykezes ökölfegyver (fist weapon), a kétkezes "harci bot" (daibo) és a lélekkő (spirit stone). Ez a szerzetes nem azonos a Hellfire alatt elérhető megfelelőjével.

#### Witch Doctor (Boszorkánydoktor)
A Teganze dzsungelben élő Umbaru nép törzseinek kiválasztottjai, a boszorkánydoktorok a közösség szellemi vezetői, akik születésük óta spirituális kapcsolatba állnak az általuk csak "Formátlan Földnek" (Unformed Land) nevezett túlvilággal. A szellemek útmutatását követve ezek a férfiak és nők kimerészkedtek az őserdőből, hogy felvehessék a harcot az élet és a halál kényes egyensúlyát megtörő Gonosszal szemben.
A boszorkánydoktor a korábbi sorozatrészben megjelent nekromanta (necromancer) és druida (druid) sajátos ötvözete. Élőhalott zombik és vadállatok megidézésével távol tartja magát a veszélytől, miközben a szellemek erejét is segítségül hívja vagy éppen megátkozza ellenségeit. Energiaforrásként a korábbi sorozatrészekben megjelent mannát (mana) használja fel, amely a játék kezdetén teljesen fel van töltődve és a legtöbb képessége felhasználja. A többi karakterosztályhoz viszonyítva a manna viszonylag lassan regenerálódik, ezért a játékosnak okosan kell felhasználnia illetve a megidézett állataira (pet) bízni a harc nagy részét. Ezt a harcmodort valamelyest megkönnyítette a javítás, amelyt követően az elsődleges képességei (primary skill) már ingyenesen felhasználhatóak. Egyedi felszerelése az egykezes szertartási tőr (ceremonial dagger), a mojo, és a vudumaszk (voodoo mask).

#### Wizard (Varázsló)
Xiansai birodalmából fiatal és nagyravágyó mágustanoncok jöttek, akiket a köznép egyszerűen csak "varázslóknak" nevezett el. Ezek a mágiahasználók nem hajlandóak követni a mágusklánok legbölcsebbjeinek útmutatásait sem, ellenőrizetlenül művelve a mágia félelmetes tudományát, kockáztatva ezzel nemcsak saját, hanem mások biztonságát is. Amikor pedig hírt kaptak egy titokzatos égi jelenségről, elindultak Új Tristram felé, hogy próbára tegyék mágikus erejüket.
A varázsló a korábbi sorozatrészben megjelent boszorkánynő (sorceress) új formája. A tűz, a jég, a villám és a "misztikus" (arcane) mágiával nagy erejű, területre ható támadásokat hajthat végre, és ha veszélybe kerül, a mágikus pajzs és a teleportálás kimentheti a bajból. Energiaforrásként az "misztikus erőt" (arcane power) használja fel, amely a játék kezdetén teljesen fel van töltődve, és a legtöbb képessége nagy mennyiségben használja fel, cserébe viszont nagyon gyorsan regenerálódik. A varázsló elsődleges képességei u.n "szignatúra" (signature) kategóriába tartoznak, tehát használatuk ingyenes. Egyedi felszerelése az egykezes pálca (wand), a "forrás" (scource) és a varázslókalap (wizard hat).

### Fejlődés
Ahogy a sorozat korábbi részeiben, úgy játékos karaktere a játék során most is tapasztalati pontot (experience point) szerezz a leölt ellenség vagy teljesített küldetések után. Szintlépés során a tulajdonságait (attribute) 6-7 ponttal növelheti meg ezzel, de most nem oszthatja el szabadon a megszerzett pontokat, hanem a rendszer automatikusan hozzáadja a meglévő értékekhez. Minden karakterosztály rendelkezik ú.n. fő (main) tulajdonsággal, amely az alapsebzését növeli meg és amelyből ezért +1-2 pontot kap.
Az alábbi 4 tulajdonság van;
- Strength ("Erő") – A barbár fő tulajdonsága, ezért a páncélzat (armor) mellett az alapsebzését is növeli.
- Dexterity ("Ügyesség") – A démonvadász és a szerzetes fő tulajdonsága, ezért a páncélzat mellett az alapsebzésüket is növeli.
- Intelligence ("Intelligencia") – A boszorkánydoktor és a varázsló fő tulajdonsága, ezért az ellenállás (resistance) mellett az alapsebzésüket is növeli.
- Vitality ("Vitalitás") – Minden karakterosztály második fő tulajdonsága, ezért +1 pontot kap. A mindenkori alap életerőt növeli.

Az intelligencia a sorozat első részében feltűnt mágia (magic), és a második részben helyére lépő energia (energy) örököse, de mivel csak a boszorkánymester használ mannát, ezért már nem növeli az erőforrás mennyiségét vagy annak visszatöltésének gyorsaságát. A vitalitás viszont csak annyiban változott, hogy nem karakterosztály, hanem szinthez mérve növeli az életerőt, és hogy a második részben lévő "erőnlét" (stamina) teljesen kikerült, így a karakter bármikor szabadon válthat futás és gyaloglás között.
A védekezés viszont továbbra is kulcsfontosságú maradt; a páncélzatot a hordott páncélzat védelmi értekei is meghatározzák, míg az ellenállást az ugyancsak a hordott páncélzaton lévő ellenállás-bónuszok. Mindkettő arra szolgál, hogy a hagyományos és az elemi sebzés erejét csökkentsék, de az ellenállás módosult; a mágia kikerült, helyére viszont rögtön kettő új került, a misztikus és a szent, a fizikai (physical) pedig újra különválasztották a hagyományostól. A misztikus és a szent egy ellenállás-csoportba tartozik, mivel elenyésző számú szörny képes szent elemű sebzésre.
A játékban elérhető maximális szint 60, és egy korábbi javítás orvosolni próbálták a karakter gyakorlati személyre szabhatóságát, amikor bevezette a "mintakép" (paragon) rendszert; amikor a játékos egy karaktere elérte a maximális szintet, tovább is szintet tud lépni, de csak ú.n. paragon szintre, ahol ugyancsak kap pontokat, de azokat kedvére eloszthatja bizonyos tulajdonságokra vagy statisztikákra. A választható tulajdonságok 4 csoportra lettek osztva; a "központi" (core) tartalmazza a legalapvetőbb két tulajdonságot, valamint az erőforrás mennyiségét és a mozgási sebességet növelő opciót, az "offenzív" (offensive) a karakter támadóerejét, míg a defenzív (defensive) annak védekezőerejét növelheti számos statisztikai mutatójával, míg a "hasznos" (utility) csupán a kimaradt, nem döntő fontosságú, de azért jó statisztikáknak ad helyet. Minden egyes paragon szintlépéskor a karakter a fentebb leírt négy csoportban szerezz egy pontot, a felsorolás szerinti előre meghatározott sorrend szerint. Tehát az első paragon szinten szerzett egy pontot csak a "központi" tulajdonságokra vagy statisztikákra oszthatja el, a második szinten pedig csak az offenzív statisztikákra és így tovább, ciklikusan ismétlődve újra meg újra. A paragon szintezésnek nincs korlátja, de csak a központi csoportban van két olyan opció, amelynek nincs maximális limitje. A paragon szint a felhasználóhoz van kötve, tehát mindegy, hogy melyik karakterrel ért el magasabb szintet, mert abban az összes többi is osztozni fog, feltéve, ha azonos karaktertípusba van (tehát egy normál karakter paragon szintje nem befolyásolja a hardcore karakterét és viszont). Természetesen minden egyes karakter szabadon eloszthatja a rá eső pontokat.

#### Képességek

Egy magas szintű démonvadász képességei.

Ahogy a sorozat korábbi részeiben, úgy a játékos karaktere a szintlépés során rengeteg új vagy éppen ismerős képességet (skill) szerezhet meg, de a Diablo II-ben működő képességfa (skill tree) teljesen kikerült. Az elérhető képességek számát csak a karakter szintje határozza meg, sebzését pedig a meglévő fő tulajdonság és felszerelés, cserébe viszont minden aktív (active) képesség rendelkezik 5 rúnával (rune), amelyek jelentősen módosíthatják az adott képesség hatását; megnövelhetik a sebzését, csökkenthetik az újratöltését, hozzáadhatnak tömegirányító (crowd control) hatást; stb. Ezek a rúnák ugyancsak a karakter szintlépése során vállnak elérhetővé, tehát minél magasabb szintű a karakter, a meglévő aktív képességeinél annál több rúnából választhat, de egyszerre csak egyet. A 30. szintet elérve minden aktív képességet megszerezhet a karakter, de a legutolsó rúnákat csak a maximális szinten. A rúnák egyik legjellemzőbb módosításai az elemi sebzés megváltoztatása, amelyek gyakran hasonló hatással vannak minden karakterosztálynál; például a tűz (fire) és a méreg (poison) bizonyos ideig tartó sebzést, a villám (lightnight) kábítást, a fizikai hátralökést (knock back) okoz, míg a fagy (cold) az áldozat támadási- és mozgási sebességet lassítja, vagy akár teljesen megdermeszti (freeze) azt.
A passzív (passive) képességek is jelentősen módosultak; különálló ablakban lehet kiválasztani őket, amelyek aztán tartósan kifejtik hatásukat. Ezekből a képességekből ugyancsak nem lehet mind egyszerre használható, hanem a fejlődése során elérhető "foglalatba" (slot) kell helyezni, amelyek csak bizonyos szintet (10. szinten az első, 20. szinten a második, és 30. szinten a harmadik) nyílnak meg, a maximális számuk pedig három. Ahogy rúnák, úgy a karakterosztály összes passzív képessége is csak a maximális szinten válik elérhetővé.
Minden karakterosztály mindkét képességtípusában jellemzőek a karakter mozgását megkönnyítő, az elszenvedett sebzés erejét csökkentő, vagy akár a halált ideiglenesen elkerülő képességek is. Paragon szinten a játékos karaktere nem kap semmiféle aktív vagy passzív képességet, illetve rúnát.

#### Felszerelés és egyéb tárgyak
A felszerelés (equipment) rendszere is jelentősen módosult; A korábban ismert páncél (armor) "mellkas" (chest) lett és külön típust alkot a vállvért (shoulders) és a "lábak" (legs). A kesztyűk (gloves) "kezek" (hands) lett, és külön típust alkot a "csuklók" (wrists) is. Csekélyebb, pusztán megnevezésben változott az övek (belts) "derékra" (waist), a cipők (boosts) pedig "lábfejekre" (feet).
A felszerelés minősége most még inkább befolyásolja a karakter erejét és túlélési esélyeit, mivel nem rendelkezhet a tulajdonságpontok elosztása felett, cserébe a tárgyak csak szint- és (ritkábban) karakterosztály-követelménnyel rendelkezhetnek. Természetesen most is van a tárgyaknak tartóssága (durability), amely ha teljesen lenullázódik, a tárgy használhatatlanná, az általa nyújtott bónuszok pedig inaktívvá vállnak. Ahogy a korábbi részekben, úgy most is a tárgy minősége (quality) határozza meg a megszerezhető bónuszok számát és azok erejét.
Az alábbi minőségbeli típusok érhetőek el;
- Common ("Közönséges") – Alapszíne fehér, és általában nem rendelkezik semmiféle bónusszal.
- Magic ("Mágikus") – Alapszíne királykék, és általában egy-két bónusszal rendelkezik.
- Rare ("Ritka") – Alapszíne sárga. Általában 3-4, magasabb szinten viszont már 5-6 bónusszal rendelkezik.
- Legendary ("Legendás") – Ez a korábbi "egyedi" (unique) örököse. Alapszíne narancssárga, és általában 5-6 bónusszal rendelkezik. Ez az egyik legértékesebb típus, mivel erős bónuszai mellett gyakran rendelkezik teljesen egyedi tulajdonsággal is.
- Set (Szett) – Alapszíne lime zöld, és általában 6 bónusszal rendelkezik. Ez a másik legértékesebb típus, mivel erős bónuszai mellett további extra bónusszal vagy egyedi módosítással szolgálhat, ha a karakter az adott tárgyszett több különálló darabját is hordja magán.

A karakter felszerelését természetesen most is döntően a leölt szörnyektől szerzi meg, és a korábban bevezetett loot 2.0. rendszernek köszönhetően most már nem teljesen véletlenszerű a zsákmány; például egy varázsló karakter megszerezhet egy ugyanolyan legendás tárgyat, de az nagy valószínűséggel nem fog neki az erőre vagy az ügyességre adni. Az azonosítás is sokkal egyszerűbb lett; most már csak a legendás- és a szett tárgyakat kell használat előtt azonosítani, amit pedig maga a játékos is elvégezhet (tehát nincs szükség egy meghatározott NPC-re vagy tárgyra), viszont minden ilyen minőségű tárgy egyedi besorolás alá került, tehát két ugyanolyan legendás avagy szett egykezes fegyvert avagy gyűrűt nem lehet viselni, továbbá hogy nem lehet őket továbbadni más felhasználóknak.
A korábbi részekben is szereplő fogyasztási cikkek is megváltozott; teljesen kikerültek a mannaitalok (mana potion) és az újratöltő italok (rejuvenation potion) (mivel csak a boszorkánydoktor használ mannát), az erőnlét italok (mivel nincs korlátja a futásnak), az eldobható tűz- és méregitalok, valamint a fagyást és mérgezést semlegesítő italok is. A gyógyitalok (healing potion) minőségbeli fajtái a javítások során szinte teljesen kikerültek, mostanra a karakter szintjétől függetlenül a gyógyital a mindenkori életerő 60%-át tölti vissza. Ez utóbbi italtípus további módosításon esett át; nem kell gyűjtögetni vagy megvásárolni, de 30 másodperces újratöltéssel rendelkezik, így nem lehet folyamatosan újratölteni vele a karakter életerejét. Ezt a jelentős hátrányt részben kiküszöböli az új környezeti elemmel, a "gyógygömbbel" (healing globe); ez bizonyos eséllyel hullatják el a nagy tömegben támadó, leölt ellenségek, illetve azok erősebb képviselői, életerejük bizonyos százalékán, hogy azt megérintve azonnal meggyógyuljon egy bizonyos értékben a játékos karaktere és közeli szövetségesei.
Az arany továbbra is különálló számlálóban van, de nincs maximális korlátja, és a karakter úgy is felszedheti, ha az aranykupacokra egyszerűen rámegy. A kövek (gem) is leegyszerűsödtek; alapból 5 drágakőtípus érhető el, elvesztették a színükhöz köthető elemi sebzést, de hatásukat továbbra is a foglalatos tárgy típusa határozza meg, és persze különféle minőségben fordulnak elő.
A karakter "hátizsákja" (inventory) ezúttal is négyzetrácsos elrendezésű, a tárgyak viszont még kevesebb helyet foglalnak az amúgy is kibővített tárhelyen. A láda elrendezése (stash) is ugyancsak négyzetrácsos maradt, ahová a nem használt tárgyakat elteheti a játékos, tárhely-kapacitása pedig sok aranyért meg is növelhető.

#### Nehézség
Ahogy a korábbi részekben, úgy most is az adott játék nehézségi (difficult) szintje határozza meg a kihívás mértékét. Minél magasabb, annál több tapasztalati pontot kap a játékos a leölt szörnyek és teljesített küldetések után, továbbá annál nagyobb eséllyel szerezhet jó minőségű tárgyakat, cserébe persze a nem-játékos ellensége is egyre több életerővel és sebzéssel rendelkezik. Természetesen most is van lehetőség hardcore karakter indítására, és ahogy korábban, úgy halálakor most is végleg elveszítheti a játékos ezt a fajta karakterét és minden nála lévő tárgyat. Az elesett hardcore karakter után csak a ládába n hagyott tárgyai és a paragon szintje marad.

### Nem-játékos karakterek(Non-player character)
A nem-játékos karakterek továbbra is nagyon fontos elemét képzik a játékmenetnek. Általában csak ők adhatnak fel küldetéseket, lehet náluk vásárolni tárgyakat, és javítani a sérült felszerelést.

#### Szörnyek (Monsters)
A szörnyek (monster) leölése ezúttal is a tapasztalatszerzés legegyszerűbb módját képviselik. Vannak köztük gyengébbek, de nagy számban illetve egyedül vagy csak páran támadóak, és persze közelharcosok, távolsági fegyvert vagy varázslást használó fajták is. A szörnyek típusa határozza meg erejét, illetve az általa elszórható tárgyak minőségét és esélyeit.
Az alábbi szörnytípusokkal lehet találkozni;
- Normal (Normális) – Megnevezésük betűszíne fehér, és általában nem dobnak sok aranyat és jó minőségű tárgyakat.
- Champion ("Bajnok") – Megnevezésük betűszíne királykék, és jóval erősebbek normál társaiknál, cserébe több aranyat és jobb tárgyakat szórhatnak el. Általában 4-5 fős csapatot alkotnak, és a csapat legutolsó tagja szór jó tárgyakat.
- Rare – Megnevezésük betűszíne sárga, a normálistól szintén jóval erősebbek, és szintén sok aranyat és jó tárgyakat szórhatnak el. A ritka szörnyek mindig rendelkeznek normális szörnyekkel, akikkel egy csapatot alkotva vannak afféle főnök és beosztott viszonyban. Ezek a normális szörnyek erősebbek a hagyományosabbnál, megnevezésük "szolga" (minion), és öröklik a főnök képességeinek jó részét. Általában a ritka szörnycsoport kvázi főnöke szór jó tárgyakat.
- Unique – Megnevezésük betűszíne sötétlila, ugyancsak erősebbek a normálisnál, és szintén sok aranyat és jó tárgyakat dobhat el. Ebbe a típusba sorolható az adott fejezet fő ellenségei (boss) is. Szinte mindig egyedül van, csak ritkán idéz erősítést.

A normális szörnyek általában nem rendelkeznek képességekkel, míg a bajnok, a ritka és az egyedi (amelyeket a rendszer közösen csak elit (elite) szörnyeknek nevez) már igen. Ezek a képességek a korábbi sorozatrészhez hasonlóan a szörny neve alatt lett listázva, és nagyban meghatározzák a harc menetét; például az "olvadt" (molten) képességgel rendelkező szörnyek mozgásuk során égető lávatócsákat hagynak maguk mögött, halálukkor pedig nagyon erős robbanást produkálnak, a "fagyasztott" (frozen) képességgel kis jéggömböket idéznek maguk közelében amelyek felrobbanva sebzik és megfagyasztják a karaktert, stb. A szörnyek a karakter szintjéhez igazítva kapnak egyre több képességet, egészen a maximális hat képességig. Az egyedi típusú szörnyek neve alatt nincs listázva képességeik, a főellenségek pedig teljesen egyediekkel is rendelkeznek.

#### Követők (Followers)
A követők a korábbi sorozatrész "bérenceinek" (hireling) örökösei, akik komoly változtatásokon estek át; a követők továbbra is típusokat alkotnak és ugyancsak rendelkeznek képességekkel, de azok nem a játszható karakterektől lettek átemelve, hanem teljesen egyediek, amely szerepüket is nagyban meghatározzák. Összesen 8 képességgel rendelkeznek, amelyeket a játékos karakterével azonos módon, szintlépés során szereznek meg, de ezek kettesével egy csoportot alkotnak, és egy ilyen csoportból egyszerre csak egyet aktiválhat a játékos, összesen pedig négyet. Sokkal kevesebb felszereléssel lehet őket felruházni (többségét csak nem-karakterosztály-specifikus fegyverrel és ékszerekkel (egy nyaklánc és két gyűrű), de mind rendelkezik egyedi tárgyakkal, amelyek külön típust alkotnak és csak egy meghatározott követőtípus használhatja. A követőket ingyen lehet felbérelni, és nem tudnak meghalni (ha elveszítik összes életerejüket, akkor egy rövid bénult állapotot követően maguktól újra talpra állnak), de sebzésük messze nem követi a játékosét, így nem lehet rájuk bízni az ellenség legyőzését úgy, mint a bérencekre a Diablo II-ben, csapatjáték során pedig automatikusan elválnak útjaik a játékoséval. A követők ugyanakkor interaktívak; megjegyzéseiket tesznek a küldetések során, az érkező ellenségekre figyelmeztetik a játékost, sőt, egymást is gyakran piszkálják.
Természetesen most is fejezeteken át követik a játékos karakterét, és ha egyszer egy karakter rászolgált a bizalmukra, attól fogva az összes többi, vele azonos típusú karakter számára is felbérelhetőek lesznek. Persze vannak ideiglenes követő NPC-k is, akik egy küldetés erejéig a játékos karakterével maradnak, de őket nem lehet felszereléssel ellátni vagy esetleges képességeiket aktiválni, cserébe csak akkor "halnak meg", ha maga a játékos esik el.

##### Templomos(Templar)
Őt Kormac képviseli. Egy hithű, bátor lovag, akire a bajban mindig lehet számítani. Hagyományos közelharcos karakter, akinek sebzését az erő növeli, és csak egykezes fegyvert és egy pajzsot használhat, az ékszerek melletti speciális tárgya pedig a templomos relikvia (templar relic). Képességei a csapattársa gyógyítására, és az ellenség figyelmének magára terelésére fókuszál, így ideális választás a sérülékenyebb démonvadászoknak, boszorkánydoktoroknak és varázslóknak.

##### "Gazember"(Scoundrel)
Őt Lyndon képviseli, és Kormac tökéletes ellentéte; önző, kiszámíthatatlan, pénzéhes szoknyavadász, de azért helyén van a szíve. Hagyományos távolsági karakter, akinek a sebzését az ügyesség növeli, és csak kétkezes távolsági fegyvereket (íjat és számszeríjat) használhat, az ékszerek melletti speciális tárgya pedig a "gazember zseton" (scoundrel token). Képességei természetesen különféle hatású nyílvesszők kilövése és korlátozott tömegirányítás, alapsebzése pedig sokkal több, mint a másik két követőtípusé, ezért bármelyik karakterosztály számára ideális lehet.

##### Varázslónő(Enchantress)
Őt Eirena képviseli. Kissé naiv, de eltökélt leány, aki meggyőződése szerint éppen a Gonosz feltámadásának napjára várt csak. Hagyományos varázsló karakter, akinek sebzését az intelligencia növeli, és csak egy- és kétkezes nem-távolsági fegyvereket használhat (de érdemes kétkezest használni, mert egykezes esetén a másik kezébe nem hordhat más tárgyat), az ékszerek melletti speciális tárgya pedig a "varázslónőfókusz" (enchantress focus). Képességei kifejezetten a hatékony tömegirányításra fókuszálnak, és misztikus elemű lövedékeivel távolról támadja az ellenséget, így ideális választás a kitartóbb barbároknak és fürge szerzeteseknek.

#### Mesteremberek (Artisans)
A mesterember egy teljesen új NPC típus. A sorozat korábbi részeiben is előfordultak olyan esetek, amikor egy küldetés jutalmaként a játékos felszerelését javították, de a Diablo III-ban már megjelentek a közvetlen szolgáltatásokat nyújtó nem-játékos karakterek. A mesteremberek egyedi nyersanyagot használnak fel, az ú.n. "szakmai anyagot" (crafting material); ezeket csak ők tudják hasznosítani, és belőlük készíthetik el a játékos karakterének felszerelését javító új tárgyak. Természetesen nem ingyen dolgoznak, minden szolgáltatásnak megvan a maga ára. Ezek az NPC típusok ugyancsak fejlődnek, de mivel a zavartalan városban telepednek meg, így csak akkor, ha a játékos kifizeti a szintlépéshez szükséges aranyat. Minél magasabb szintű a mesterember, annál több és jobb minőségű tárgyat képes előállítani. Bizonyos tárgyakat csak receptek megtanulásával sajátíthatnak el, amelyeket a játékos a szakmai anyagokhoz hasonlóan a kalandjai során véletlenszerűen szerezhet meg leölt szörnyekből, kincsesládákból vagy rombolható tereptárgyakból.
Természetesen ezek az NPC-k is fejezeteken át követik a játékos karakterét, és ha egyszer megszerezte egy karakter a szolgáltatásukat, attól fogva az összes többi, vele azonos típusú karakter számára is elérhetőek lesznek. Érdekesség, hogy a mesterember fejlesztése során az általa birtokolt szekérvagon és kipakolt műhelye is egyre kidolgozottabb lesz.

##### Kovács(Blacksmith)
A kovácsot Haedrig Eamon képviseli. Képes egy- és kétkezes fegyvereket és páncélzat minden típusát (köztük karakterosztály-specifikusokat is) legyártani, a mágikus vagy jobb minőségű tárgyakat lebontani (salvage), ezzel a kiválasztott tárgyat véglegesen elpusztítva kinyerni a később felhasználható szakmai anyagokat (további korlát, hogy nem lehet vele az NPC-ktől megvásárolt tárgyakat lebontani), és persze javítani a sérült felszerelést. Ez a mesterember képes nemcsak mágikus és ritka, hanem a sok legendás és szett-tárgyat is készíteni, persze csak a megfelelő receptek megtanulását követően, viszont figyelembe kell venni, hogy az elkészített tárgyak által nyújtott bónuszok véletlenszerűek, csak a karakter karakterosztálya és szintje befolyásolhatják azt.

##### Ékszerész(Jeweler)
Az ékszerészt Covetous Shen képviseli. Képes ritka minőségű nyakláncokat és gyűrűket készíteni, az ékkövek minőségét feljavítani azáltal, hogy három, esetleg csak két alacsonyabb minőségű azonos ékkőből egy eggyel jobb minőségű azonos ékkövet csinál, valamint kiszedni az ékköveket a foglalatos felszerelésekből anélkül, hogy megsemmisítené azokat. Ez a mesterember megtanulhatja a legmagasabb minőségű ékkövek elkészítését, és korlátozott számban ugyan, de képes legendás ékszerek elkészítésére is, a megfelelő receptek elsajátítását követően, viszont figyelembe kell venni, hogy az elkészített tárgyak által nyújtott bónuszok ugyancsak véletlenszerűek, csak a karakter karakterosztálya és szintje befolyásolhatják azt.

## PvP(Player versus. Player)
Ahogy a korábbi sorozatrészekben, úgy most sincs igazi PvP, azaz játékos játékos elleni mód. A játékosok ezúttal nem tudnak ellenséges viszonyba lépni egymással, csak a Brawling ("Verekedés") keretében; ha beszélnek a városban álldogáló Nek-kel, a "Verekedővel" (the Brawler), aki elteleportálja őket a Scorched Chapel ("Felégetett kápolna") nevű különálló zónába, ahol megmérkőzhetnek egymással. Itt bármikor visszatérhetnek a PvP-mentes városba, haláluk után pedig nem szórnak el semmit. A hardcore karakterek itt nem tudnak véglegesen meghalni.

## Aukcióház(Auction House)
Az aukcióház csak a PC verzióban volt elérhető, ahol a játékos a karakter hátizsákjából vagy a közösen használt ládából eladásra feltehetett tárgyakat. Lehetett licitálni (bid), és azonnal kivásárolni (buyout). A vásárláshoz az aukcióháznak kétféle verziója volt; lehetett a játékban összegyűjtött aranyból (röviden "GAH", mint Gold Auction House) illetve valódi pénzért (röviden "RMAH", mint Real-Money Auction House). Ez utóbbi verzióban természetesen a választott régiónak megfelelő pénznemet lehetett csak felhasználni. A fejlesztők célja az aukcióházzal az volt, hogy elkerüljék a korábbi sorozatrészben feltűnő fekete kereskedelmet, de a játékosok negatív visszajelzései miatt végül 2014. március 28-án lekapcsolták, így a továbbiakban nem lehetett rá tárgyakat feltenni, rájuk licitálni vagy kivásárolni. A licitálásra felhasznált arany és valódi pénz természetesen visszatért a felhasználóhoz, a feltett tárgyak pedig hónapokig elérhetőek voltak, hogy a játékos kiszedje őket onnan.

## További érdekességek

Egy magas szintű szerzetes Whimsyshire-ben.

- A játékos az általa birtokolt zászló (banner) nemcsak az elért eredményeinek mutogatására szolgál, hanem arra is használható, hogy a játékos csapattárs a zászló birtokosához teleportáljon. A játékosnak lehetősége van harctér egy kijelölt pontjára is tűzni zászlaját, hogy az azt használó játékos ne kerüljön vele együtt bajba.
- A játék rendelkezik achievement ("eredmény") rendszerrel, amely több kategóriába van elosztva és pontokkal illetve a zászló különféle díszítéseivel jutalmazza a játékost. A megszerzett eredmények a felhasználóhoz kötődnek, így nem kell azokat újra és újra megszerezni az egyes karaktereknek.
- Egy későbbi javítás bevezette a klánok (clan) alapításának lehetőségét. Ez csak PC verzióban érhető el, és bárki létrehozhat új klánt. A klántagok saját klán chat-et kapnak, és a chat-en láthatják a tagok által frissen szerzett legendás és szett-tárgyakat illetve eredményeket, a klánvezetőnek pedig van lehetősége különféle rangokat csinálni, azokat kiosztani és szöveges üzeneteket hagyni. Egy klánból bármikor ki lehet lépni.
- A térképek véletlenszerű pontjain most előfordulhatnak gyógykutak (healing well), amelyek azonnal és teljesen feltöltik a játékos és szövetségeseinek életerejét, illetve oltárok (shrine), amelyek pedig különféle ideiglenes, pozitív erősítést (például megnövekedett támadási- vagy mozgási sebesség, bónusz tapasztalati pont; stb) nyújtanak.
- A térképek véletlenszerű pontjain nagyon ritkán, de megjelenhet ú.n. "kincses goblin" (treasure goblin); ez a szörny soha nem támadja meg a játékost, hanem megsebezése után véletlenszerű irányba kezd nagyon gyorsan menekülni. Érdemes ezeket a szörnyeket elkülöníteni a többi társától, majd minél gyorsabban elpusztítani, mert különösen tartalmas és értékes zsákmányt szórhat el, de ha nem sikerül időben végezni vele, akkor megnyit egy átjárót egy elérhetetlen világba és elmenekül oda. Az alapjáték kiegészítőjében később tucatnyi variánsa jelent meg ennek a szörnyfélének.
- Ahogy a korábbi sorozatrészben, úgy most is van titkos pálya; ez Whimsyshire, amely a játék atmoszférájától teljesen elrugaszkodott szín- és formavilágú, szinte már pszichedelikus háttérzenéjű egyedi térkép, ahol tehenek helyett színes unikornisokat, plüssmacikat és járkáló virágokat lehet kifejezetten brutális módon leölni. Ezt a térképet az alábbi linken leírt módon lehet meglátogatni. További titkos pályának tekinthető a Development Hell és Quality Well, amelyek az első fejezetben megtalálható kriptához illetve barlanghoz hasonlóak, de itt minden egyes élőhalott zombinak teljesen egyedi megnevezése van, utalva a játék fejlesztésében s kiadásában részt vevő valós személyekre. Ez utóbbi két titkos térkép viszont nagyon-nagyon ritkán jelenik csak meg egy elindított játékban.

## Folytatás
A játékhoz 2014. március 25-én kiadták a Reaper of Souls című kiegészítőt, amely egy új fejezetet, egy új karakterosztály és egy új, azóta is fejlesztett játékmódot tartalmazz.